# Franca Falcucci
Franca Falcucci (Roma, 22 de março de 1926 - Roma, 4 de setembro de 2014) foi uma professora e política italiana.

## Biografia
Nascida em Roma em 1926, foi professora de Latim e Grego em liceus da capital.
Eleita senadora em 1968, foi subsecretária na Ministério da Educação e vice-secretária da Democracia Cristã ao tempo de Amintore Fanfani.
De 1982 até 1987, foi ministra da Educação, primeira mulher italiana a ocupar este cargo.
Ocupou o cargo de senadora até 1992. Faleceu em Roma em 4 de setembro de 2014, assistida pela sobrinha-neta, Alessandra.

## A pesquisa sobre pessoas comdeficiêncianas escolas
Em 1974, o ministro da Educação, Franco Maria Malfatti, convidou Falcucci a presidir uma comissão para uma pesquisa nacional sobre os problemas dos estudantes com deficiência.
O Documento Falcucci, publicado em 1975, foi um dos mais avançados neste assunto ao nível europeu e internacional, pois promovia uma nova maneira de pensar e atuar na escola. Segundo o que foi escrito no documento, a escola "... mesmo porque deve adaptar a ação educativa às potencialidades de cada aluno, aparece a realidade mais apropriada para superar as condições de marginalidade às quais seriam condenados os meninos com necessidades especiais..."